# Водовичи
Водовичи (бел. Вадовічы) — деревня в Юровичском сельсовете Калинковичского района Гомельской области Белоруссии.

## География

### Расположение
В 32 км на юго-восток от районного центра, 35 км от железнодорожной станции Калинковичи (на линии Гомель — Лунинец), 154 км от Гомеля.

### Гидрография
На востоке мелиоративные каналы.

## Транспортная сеть
Транспортные связи по просёлочной, затем автомобильной дороге Гомель — Лунинец. Планировка состоит из прямолинейной меридиональной улицы, застроенной двусторонне, плотно, деревянными крестьянскими усадьбами.

## История
По письменным источникам известна с XIX века как деревня в Речицком уезде Минской губернии. С 1848 года работала винокурня. В 1876 году дворянин Аскерко владел в деревнях Водовичи и Макановичи 17 329 десятинами земли, ветряной мельницей и смолокурней. В 1908 году в Юровичской волости Речицкого уезда Минской губернии фольварк Водовичи Великие, фольварк Водовичи Малые и урочище Водовичи.
В 1929 году жители вступили в колхоз, работали паровая мельница (с 1927 года), кузница, стальмашня, начальная школа (в 1935 году 19 учеников). Согласно переписи 1959 года деревни Великие Водовичи (присоединена к посёлку Ленино), Малые Водовичи. Сейчас одна деревня — Водовичи. В составе колхоза имени В. И. Чапаева (центр — деревня Огородники).
До 28 ноября 2013 года входила в Берёзовский сельсовет. После упразднения сельсовета присоединена к Юровичскому сельсовету.

## Население
- 1834 год — 25 дворов.
- 1908 год — фольварк Водовичи Великие 65 жителей, фольварк Водовичи Малые 19 жителей и урочище Водовичи 6 жителей.
- 1959 год — в деревне Великие Водовичи 83 жителя, в деревне Малые Водовичи 529 жителей (согласно переписи).
- 2004 год — 68 хозяйств, 144 жителя.